# Bombuzal
Bombuzal est un jeu vidéo de réflexion conçu par Antony Crowther et David Bishop, et édité par Image Works en 1988. Le jeu est sorti sur les ordinateurs Commodore 64, Amiga, Atari ST, PC et la console Super Nintendo. Il est connu sous le nom Ka-Blooey aux États-Unis.

## Système de jeu
Le joueur contrôle un personnage dans un niveau formé de cases juxtaposées au-dessus du vide et dont certaines sont occupées par des bombes. Le but du jeu est de faire exploser toutes les bombes sans être tué. Il y a trois tailles de bombes différentes et lorsqu'elles explosent, elles détruisent une ou plusieurs cases. Ainsi, pour ne pas mourir, le joueur doit allumer les plus petites bombes et essayer de créer une réaction en chaîne pour que toutes les bombes du niveau explosent. Il existe également plusieurs sortes de cases, certaines se détruisent dès que le personnage passe dessus, d'autres en glace le font déraper. Lorsque le joueur arrive à détruire toutes les bombes, sans se faire tuer, il passe au niveau suivant. 
Le jeu propose 120 niveaux. Le joueur a le choix entre deux types d'angle de vue : une vue de dessus ou une vue de 3/4 en perspective isométrique.
Un système de mot de passe permet de sauvegarder la progression.

## Développement
Bombuzal est conçu par David Bishop et Antony Crowther, une figure de la scène C64, à la carrière prolifique. Le jeu est atypique dans le sens où il a été créé et programmé pour le plaisir, sans être commissionné par un éditeur. Il a aussi la particularité de présenter des niveaux imaginés par de grands concepteurs de jeux de l'époque : Andrew Braybrook, Geoff Crammond, Jeff Minter et Jon Ritman.
Le jeu a été proposé gratuitement dans le premier numéro du magazine Amiga Power en mai 1991.